# Xiao Shuxian
Xiao Shuxian (sinogramme simplifié : 萧淑娴; sinogramme traditionnel : 蕭淑嫻; pinyin: Xiāo Shúxián; parfois appelée Hsiao Shu-sien) (4 avril 1905 à Tianjin – 26 novembre 1991 à Pékin) est une compositrice chinoise et une pédagogue.

## Biographie
Xiao est née dans une famille chinoise de grande culture où certains de ses proches sont des gens connus dans l'histoire chinoise. Après une période d'études musicales en Chine, elle se rend au Conservatoire Royal de Bruxelles, où elle remporte son prix en 1932. De 1935 à 1954, elle est mariée avec le chef d'orchestre Hermann Scherchen ; leur fille, Tona Scherchen, est elle aussi compositrice. Xiao passe quatorze ans en Suisse, où elle contribue à promouvoir la culture chinoise avec sa musique et l'écriture. Sa Suite enfantine pour voix et piano de 1938 est parmi les premières œuvres d'un compositeur chinois de se faire connaître à l'ouest, comme le fut sa Suite pour orchestre Huainian Zuguo (sous titré : une commémoration de ma patrie).
En 1950, motivé par le désir de contribuer au développement de son pays natal et le souhait d'avoir sa propre carrière, Xiao retourne en Chine, avec ses trois enfants, ignorant qu'elle ne sera jamais en mesure de revoir Hermann. Dès lors et jusqu'à sa mort, elle enseigne au Conservatoire de Pékin. Un nombre important de compositeurs chinois connus d'aujourd'hui ont bénéficié de son enseignement, et ceux-ci les souvenirs sur Xiao sont vifs. Sa valeur en tant que professeur dépendait du fait qu'elle a été parmi les premiers chinois qui avaient une expérience de première main de la polyphonie occidentale, ainsi que toutes sortes de technique de composition. Pourtant, ses créations tant que compositeur ont été largement ignorées, comme pour la plupart des compositeurs, l'indépendance est impossible en Chine, et ce n'est que quelques années avant sa mort, qu'un concert composé entièrement de sa musique est donné au Conservatoire, suivie par la publication posthume des partitions en 1992. En plus de son travail en tant que professeur et compositeur, elle a traduit en chinois plusieurs textes sur la pensée musicale occidentale, notamment le livre d'Ernő Lendvai sur la forme et l'harmonie chez Béla Bartók en 1979.
Dans certaines de ses compositions, le style de Xiao combine des éléments de la culture traditionnelle chinoise, avec les techniques traditionnelles de l'Ouest ; qu'elle a développé grâce à l'enseignement de la polyphonie dans les années 1950.  La plupart de ses œuvres sont écrites pour de petits effectifs, tel une voix et un accompagnement de piano. Parmi les meilleures pages, figure une Sonatine pour piano, qui peut être décrite comme de style néo-classique.

## Source
- (en) Cet article est partiellement ou en totalité issu de l’article de Wikipédia en anglais intitulé « Xiao Shuxian » (voir la liste des auteurs).
- Joyce Lindorff, "Xiao Shuxian." The Norton/Grove Dictionary of Women Composers. Julie Anne Sadie et Rhian Samuel, éds. New York/Londres, W. W. Norton & Company, 1995. p. 505.

## Liens contextuels
- Hermann Scherchen
- Tona Scherchen